# بادی آرتیست
بادی آرتیست (به انگلیسی: The Body Artist) رمانی کوتاه نوشته دان دلیلو است که در سال ۲۰۰۱ انتشار یافت. داستان کم حجمی که به دنبال خودکشی همسر بسیار مسن تر هنرمند جوانی بنام «لورن هرتکه» به بررسی روند عزاداری او می‌پردازد. لورن پس از مرگ همسرش متوجه می‌شود در یکی از اتاقهای طبقهٔ بالا، موجود مبهمی  مخفی شده. به همین علت این رمان را گاهی اوقات در زمره داستان ارواح می‌شمارند.

## فیلم
در سال ۲۰۱۶ کارگردان فرانسوی بنوآ ژکو فیلمی اقتباس شده از همین رمان با نام همیشه هرگز ساخت.